# Moulin d'Eschviller
Le moulin d'Eschviller ou d'Eschwiller Miel (en allemand : Eschweiler Muehle) est un moulin à grain et un écart d'Eschviller, petit village du pays de Bitche lui-même écart de la commune de Volmunster, dans le département de la Moselle.
L'acte de fondation du moulin date du 12 juillet 1731. Ravagé par un incendie en 1934, il fut quasiment détruit lors de la Seconde Guerre mondiale, laissé à l'abandon par son propriétaire. En 1979, des travaux de reconstruction sont lancés par le district de Volmunster. Le district décide, avec l'appui technique du Parc naturel régional des Vosges du Nord et de l'« Association des Amis du Moulin », d'en faire un "Centre d'interprétation des techniques rurales". Le nouveau site touristique rendant hommage aux métiers d'antan est ouvert en 1987.

## Localisation et présentation
Eschviller fait partie du pays de Bitche, du parc naturel régional des Vosges du Nord et du bassin de vie de la Moselle-Est. Son moulin à grain est établi depuis 1731 sur la Schwalb. L'activité meunière y a été pratiquée jusqu'à la Seconde Guerre mondiale. Depuis 1976, ce site a été restauré pour devenir à partir de 1987 un site touristique retraçant la vie des meuniers.
En 2003 s'est ajouté une scierie pédagogique fonctionnant sur le modèle des scieries d'antan équipés d'une roue à aubes.
Enfin, depuis Pâques 2011, on peut également découvrir la vie des abeilles à travers une visite pleine de surprises au cœur d'un rucher école.

### En Moselle
Le site du moulin d'Eschviller fait partie des Grands sites de Moselle qui répertorient différents sites touristiques mosellans. Il est également membre du réseau La chaîne de la découverte, qui regroupe les musées du Parc naturel régional des Vosges du Nord et dont le principal objectif est de valoriser au mieux l’environnement et les habitants du parc dans une optique de développement durable.

### Vallée de la Schwalb
La Schwalb est une rivière dont la source se situe à Lemberg, qui fait 25,6 km de long, puis rejoint la Horn à Hornbach en Allemagne. Cette rivière alimentait autrefois 16 moulins sur son cours. Le moulin d'Eschviller est le 11e sur la liste et le seul moulin à grain encore en activité.

## Toponymie
- En francique rhénan : Eschwiller Miel[2]. En allemand : Eschweiler Muehle ou Eschweiler Mühle.

## Histoire

### Création (1731)
L'acte de fondation du moulin d’Eschviller date du 12 juillet 1731 et est rédigé en allemand. On découvre que l'acte lie le Sieur Jean Daniel Frederic de Zoller, seigneur d'Eschviller et de Rolbing à un meunier d'Altheim nommé Sebastien Müller. Le cens à verser chaque année de la durée du bail, qui est perpétuel est de « 32 maldres d’épeautre (Dinckel), un porc gras de 170 livres et deux chapons à Bitche sur les greniers de Sieur de Zoller ».

### 200 ans de marche
Le moulin a connu de nombreux propriétaires. La plupart n’y restaient pas longtemps pour des problèmes de rentabilité. Jusqu’en 1932, le moulin produisait de la farine de céréale. De 1932 à 1939 (à la veille de la Seconde Guerre mondiale) seul du concassage était effectué afin de nourrir les animaux domestiques). En 1934, un incendie a détruit la partie agricole du moulin. Le moulin a été démoli durant la Seconde Guerre mondiale et quasi abandonné.

### Sa nouvelle vie (depuis 1987)
En 1976, la commune de Volmunster a racheté les terres de l'ancien moulin et les a converties en centre des techniques rurales. En 1979, les travaux de reconstruction ont été lancés par le district de Volmunster. Le 17 mai 1987, l’association des Amis du Moulin, qui ont largement contribué à sa rénovation grâce à leurs longues recherches et collectes, ont permis à l’exposition Le pain, le grain, le moulin de voir le jour. Ils ont notamment permis à la grande roue à aubes (5 mètres de diamètre et 15,70 m de circonférence) de tourner à nouveau.
En 1987, le moulin est donc devenu un site touristique rendant hommage aux métiers d'antan. Les visiteurs pouvaient, et peuvent encore aujourd'hui, découvrir l’histoire de la fabrication de la farine, voir la roue à aubes tourner, et connaître la vie des meuniers et leur métier à travers tout un ensemble d’outils, de machines, retraçant l’évolution technique de la moisson et du meulage. Des démonstrations sont faites par les membres de l'association Les amis du moulin.

### La scierie (depuis 2003)
Depuis 2003, on peut également y trouver une scierie pédagogique. Celle-ci décrit l’exploitation des forêts des Vosges du Nord. Elle retrace le processus de fabrication de la coupe des arbres aux planches, en insistant également sur le travail des forestiers et scieurs. Elle montre également l’évolution des techniques mises en œuvre du XVIIe au XXe siècle pour scier les planches par la force de l’eau notamment par le fonctionnement d’une scie à haut-fer datant de 1773.

### Le rucher (depuis 2011)
L'année 2011 a été marquée par l'arrivée d'un rucher sur le site du moulin d'Eschviller. L’équipement permet de découvrir les abeilles, leurs prédateurs ainsi que les différents produits qu'elles sont capables de fabriquer. Des ruches vivantes sont visibles sur la coursive.